# Корнь (комуна, Ботошань)
Корнь, Корні (рум. Corni) — комуна у повіті Ботошані в Румунії. До складу комуни входять такі села (дані про населення за 2002 рік):
- Балта-Арсе (390 осіб)
- Корнь (4127 осіб)
- Местякен (473 особи)
- Сарафінешть (1548 осіб)

Комуна розташована на відстані 358 км на північ від Бухареста, 13 км на південний захід від Ботошань, 93 км на північний захід від Ясс.

## Населення
За даними перепису населення 2002 року у комуні проживали 6538 осіб. Усі жителі комуни рідною мовою назвали румунську.
Національний склад населення комуни:
| Національність | Кількість осіб | Відсоток |
| -------------- | -------------- | -------- |
| румуни         | 6537           | > 99,9%  |
| українці       | 1              | < 0,1%   |

Склад населення комуни за віросповіданням:
| Релігія        | Кількість осіб | Відсоток |
| -------------- | -------------- | -------- |
| православні    | 6287           | 96,2%    |
| бретрени       | 154            | 2,4%     |
| п'ятдесятники  | 91             | 1,4%     |
| греко-католики | 4              | 0,1%     |
| римо-католики  | 1              | < 0,1%   |
| адвентисти     | 1              | < 0,1%   |

## Зовнішні посилання
- Дані про комуну Корнь на сайті Ghidul Primăriilor [Архівовано 8 січня 2010 у Wayback Machine.]